# József Teleki
Dans le nom hongrois Teleki József, le nom de famille précède le prénom, mais cet article utilise l’ordre habituel en français József Teleki, où le prénom précède le nom.
József Teleki (széki gróf Teleki József en hongrois ; 1790, Pest - 1855, Pest) est un juriste, un historien et un homme politique hongrois de l'empire d'Autriche. 

## Biographie
Membre de la famille Teleki, il est le fils du comte Lajos Teleki (hu) (1764–1821). Haut fonctionnaire et avocat lettré, il est le fondateur de la Bibliothèque Académique Hongroise (Magyar Tudományos Akadémia Könyvtár) et le cofondateur et premier président de l'Académie hongroise des sciences de 1830 à 1855. Il fut nommé gouverneur de Transylvanie sous l'autorité des Habsbourg de 1842 à 1848.

## Source
- Szinnyei, József: Magyar írók élete és munkái XIII. (Steiner–Télfy). Budapest: Hornyánszky. 1909.